# Michał Kulesza (malarz)

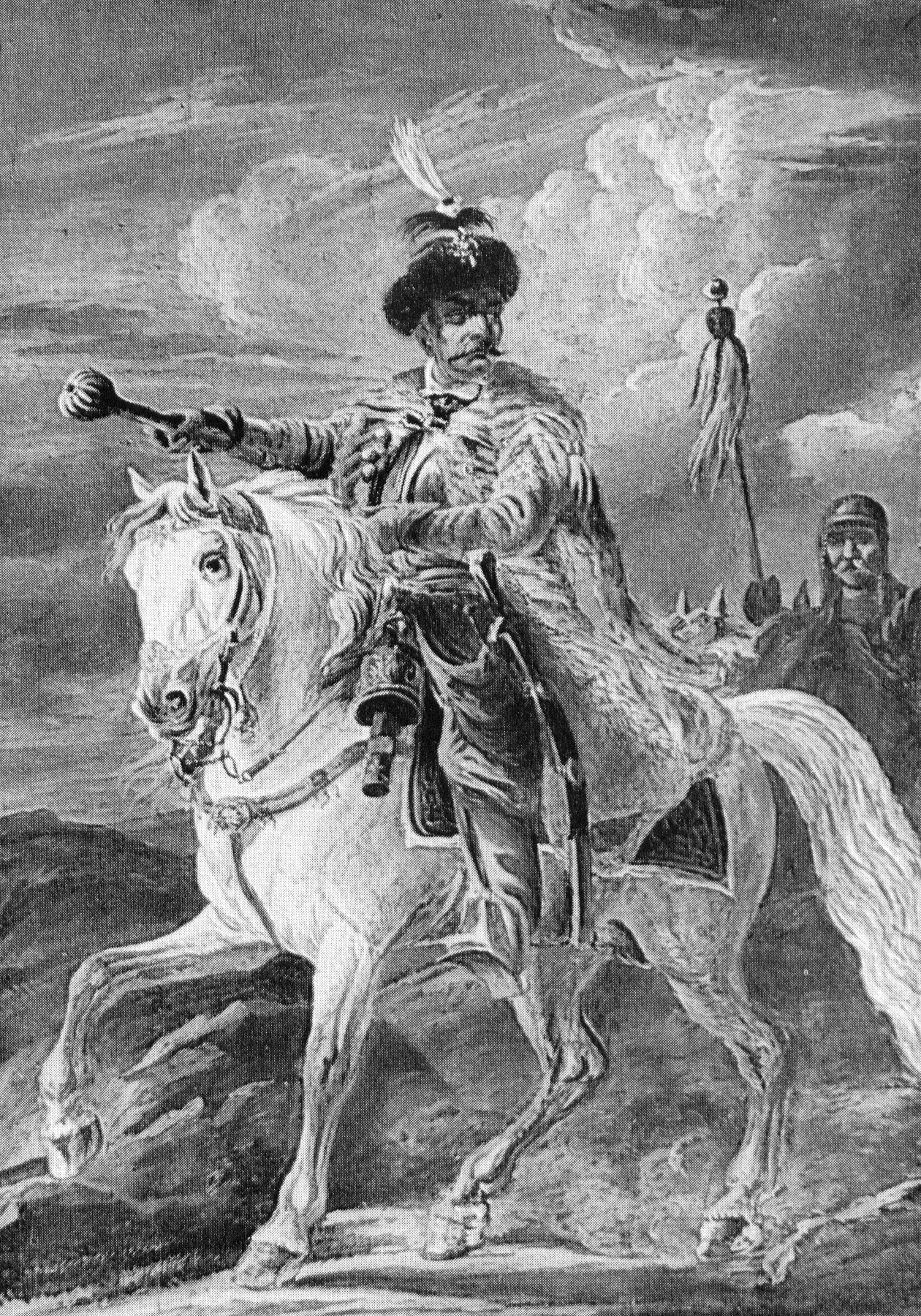
Hetman

Michał Aleksander Piotr Kulesza (ur. 26 listopada 1799 w Wilnie, zm. 6 listopada 1863 w Białymstoku) – polski malarz i grafik, działający na terenie Litwy i Białorusi.

## Życiorys
Pochodził z niezamożnej rodziny szlacheckiej. Uczęszczał do szkoły oo. Cystersów w Traszkunach, uczył się rysunku w wileńskim gimnazjum u Jana Krzysztofa Damela, w roku 1821 rozpoczął studia malarskie w Szkole Sztuk Pięknych przy Uniwersytecie Wileńskim pod kierunkiem Jana Rustema. Oprócz malarstwa zajmował się także rzeźbą i grafiką.
Był członkiem Zgromadzenia Filaretów. W roku 1823, przed ukończeniem studiów został aresztowany. Zwolniony z więzienia za poręczeniem musiał wyjechać do majątku książąt Druckich-Lubeckich Łunin w powiecie pińskim jako nauczyciel rysunku dzieci książęcych. W tym czasie odbył podróż na Podole, skąd przywiózł cykl rysunków krajobrazu.
W roku 1844 zamieszkał w Grodnie. Józef Ignacy Kraszewski napisał o nim pochwałę w liście do K. Komornickiego:
Pod koniec życia zamieszkał w Białymstoku, gdzie został nauczycielem rysunku w gimnazjum żeńskim.
Z jego twórczości zachowało się niewiele dzieł: kompozycje historyczne „Husarze” i „Hetman”, krajobrazy – miejsca wydarzeń historycznych i widoki zabytków, jak ruiny zamku w Łucku, cerkiew św. św. Borysa i Gleba w Grodnie, zamki w Kamieńcu Podolskim i w Lidzie. Zamierzał wydawać swoje grafiki w postaci albumów, lecz ukazał się tylko jeden zeszyt z sześcioma widokami, wykonany w paryskiej drukarni Laurent-Isidore Deroy. Jeden z widoków przedstawia Mereczowszczyznę – miejsce narodzin Tadeusza Kościuszki.